# Абикеев, Сартбай Абикеевич

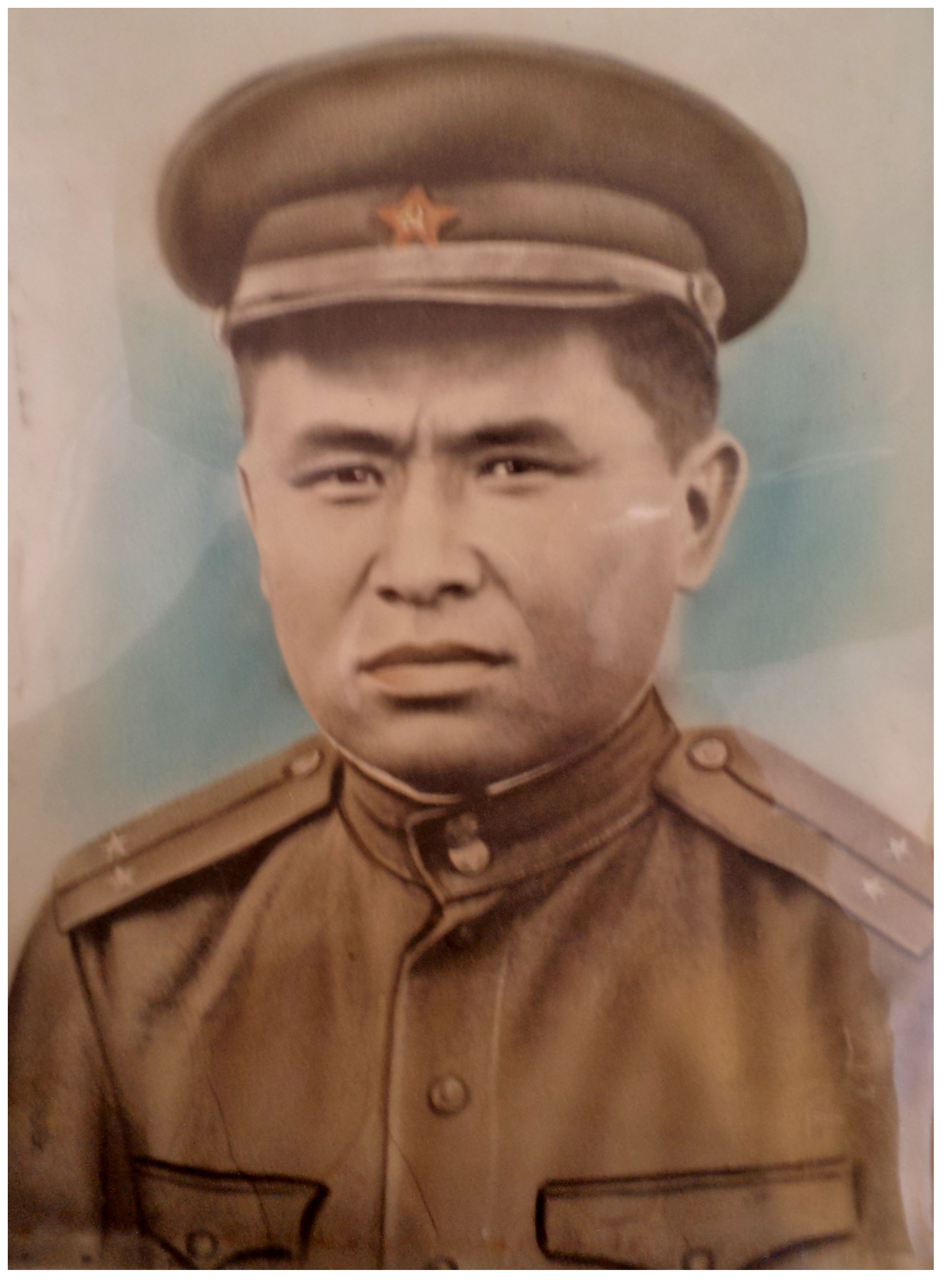
Командир взвода в 37 армии СССР. Абикеев Сартбай Абикеевич

Сартбай Абикеевич Абикеев (21 марта 1916, Ат-Баши, Семиреченская область — 20 октября 1998, Ат-Баши, Нарынская область) — участник Великой Отечественной войны. Один из защитников плацдарма «Невский пятачок», в битве за Ленинград (1941 год). Дважды кавалер Ордена Красной Звезды: за первое вхождение в город Запорожье (при операциях по форсированию Днепра) (1943 год 13—14 октября) и за отлично проведённую операцию в Ясско-Кишинёвской наступательной операции (20—29 августа 1944 года).
В честь Сартбая Абикеева названа улица в его родном селе Ат-Баши.

## Биография
Абикеев Сартбай родился 1916 году в местности Ат-Баши (ныне — районный центр в Нарынской области).
Отец Каламбай Абике переселился из окрестностей нынешней Алматинской области Республики Казахстан в местность Ат-Баши. Он принадлежал роду Торе-Кият (ныне среди киргизов называются родом монголдор). Мать, Аалыбек кызы Зуура, из рода сарыбагыш и была племянницей Шабдана-батыра.
Сартбай Абикеев был членом ВКП(б). До войны окончил Сельскохозяйственный техникум и Киргизский педагогический институт в городе Фрунзе, работал первым секретарём Ат-Башинского райкома комсомола (1938—1940).
В октябре 1940 года первым из комсомольцев села Ат-Баши добровольно поступил на службу в Красной армии (до начала Великой Отечественной войны в Киргизии в армию не брали). Служил в Карело-Финской ССР (нынешняя Республика Карелия).
Во время Великой Отечественной войны Сартбай Абикеев участвовал в битве за Ленинград. Удерживал в составе Ленинградского фронта, где был командиром отделения, плацдарм «Невский пятачок», который стал одним из символов мужества и героизма советских воинов. На Невском Пятачке войска Ленинградского фронта пытались прорвать Ленинградскую блокаду. В декабре 1941 года при попытке прорыва блокады Сартбай был ранен. Раненного его перевезли через единственную транспортную магистраль «Дорога жизни», проходившей через Ладожское озеро, и госпитализировали в военный госпиталь Южного фронта. После госпиталя Сартбай воевал во вторично формированной 37-й армии (СССР) на Южном фронте.
Летом и осенью 1942 года участвовал в тяжёлых боях Донбасской и Моздок-Малгобекской оборонительных операциях. В 1943 году участвовал в боях на Северном Кавказе, в освобождении Кисловодска, Пятигорска, Ессентуков и Черкесска. Принимал участие в Краснодарской наступательной операции и освобождении Левобережной Украины в районе восточнее Кременчуга. В конце сентября участвовал в форсировании Днепра. Во время освобождения города Запорожье Абикеев Сартбай командовал взводом. Об этом было написано в № 252 еженедельной красноармейской газеты «Боевой товарищ» от 16 октября 1943 года.

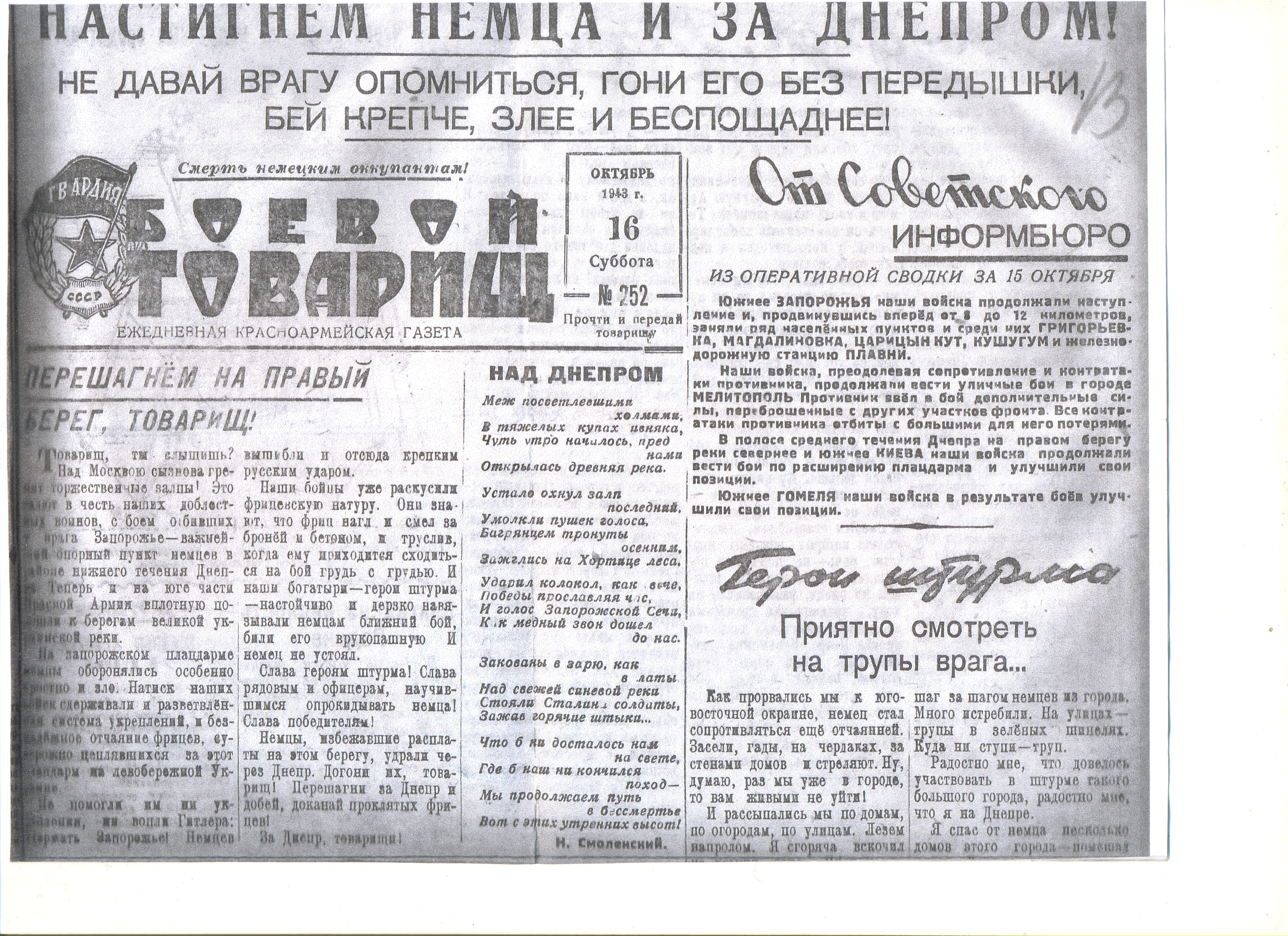
Еженедельная Красноармейская газета «Боевой товарищ». Об освобождении города Запорожье. От 16 октября 1943 года

Гвардейский натиск. «Первыми ворвались в город бойцы гвардии младшего лейтенанта Абикеева (От специального корреспондента Боевого товарища)».
«Командир взвода Сартбай Абикеев сказал командиру отделения сержанту Науменко:
— Теперь без остановки до самого города.
Пусть огонь, пусть ливень пуль, а мы пойдём. Сегодня город будет наш».

Ночью 13 октября взвод штурмом вошёл в город Запорожье и 14 октября освободил его. За освобождение Абикеев Сартбай получил Орден Красной Звезды.
15 января 1944 года 37 армия была передана 3-му Украинскому фронту, где Сартбай получил звание лейтенанта и в её составе освобождал Правобережную Украину. Участвовал в форсировании рек Ингулец, Ингул, Южный Буг и Днестр. В августе 1944 года участвовал в Ясско-Кишинёвской стратегической операции, входившей в число «десяти сталинских ударов». В ходе операции была разгромлена крупная немецко-румынская группировка, прикрывавшая балканское направление. Молдавия была освобождена, а Румыния выведена из войны. За удачную операцию и за героические боевые поступки Абикеев был награждён вторым орденом Красной Звезды.
В сентябре 1944 года принимал участие в освобождении Болгарии. К концу сентября вместе с армией вышел к городам Казанлык, Ямбол, Бургас, где и закончил свой боевой путь. День победы встретил в Болгарии.
После войны  работал заместителем председателя Ат-Башинского райисполкома. В 1946—1948 годах учился в Высшей партийной школе при ЦК ВКП(б).
С 1948 по 1954 год работал первым секретарём Ат-Башинского райкома партии, председателем райисполкома. В 1958—1964 годах работал директором районного отдела культуры, начальником межколхозной строительной организации.

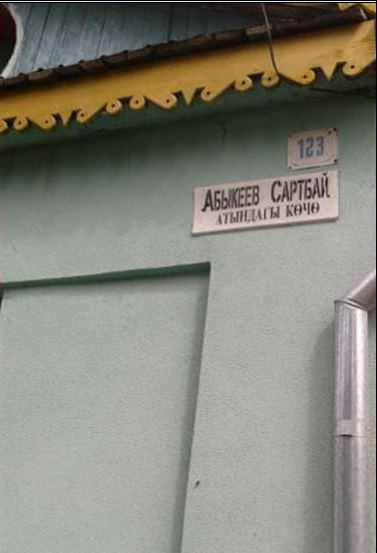
Дом на улице Абикеева Сартбая в селе Ат-Баши

В пенсионном возрасте работал начальником отдела кадров межколхозной строительной организации села Ат-Баши.
Умер 20 октября 1998 года в возрасте 82 лет.

## Награды
- два ордена Красной Звезды (6.11.1943[2], 25.4.1945[3])[4]
- орден Отечественной войны I степени (23.12.1985)[5]
- орден «Знак Почёта»
- медали, в том числе:
  - «За боевые заслуги»
  - «За победу над Германией».